# Carl von Vogelsang
Carl von Vogelsang (* 1. Juli 1900 in Bad Wörishofen; † 4. April 1977 in Lübeck) war ein liechtensteinischer Journalist und Schriftsteller. Bekannt wurde er durch seine Publikationen für das Liechtensteiner Vaterland, dem Parteiorgan der Vaterländischen Union in Liechtenstein. Er fiel durch seine radikalen antisemitischen Tendenzen auf und wurde von Sally Isenberg des Hochverrats beschuldigt. Der Fall ging als Spitzelaffäre Vogelsang in die Liechtensteiner Geschichte ein.

## Leben
Carl war Angehöriger des Adelsgeschlechts von Vogelsang und ein Sohn von Ludwig von Vogelsang und Veronika, geborene Waibel und ein Enkel des katholischen Sozialreformers Karl von Vogelsang. 1940 heiratete er Lotte Wegener. Mit ihr hatte er drei Kinder. Seine Mutter starb bei der Geburt. Vogelsang wuchs in Tirol, Feldkirch und Wien bei Verwandten auf, wo er das Gymnasium besuchte. 1918 meldete er sich freiwillig zum Kriegsdienst in Bayern bei den Alpenjägern. Nach dem Ersten Weltkrieg kämpfte er bei den Freikorps unter Bernhard von Hülsen. Von 1921 bis 1927 absolvierte er eine Ausbildung zum Buchbinder und Pressekorrespondenten in Kleve. Anschliessend studierte er Kunst in Köln.
Vogelsang zog 1931 nach Liechtenstein und wurde Bürger von Schellenberg aufgrund der Rechte seines Grossvaters. Er war Mitgründer der Partei Liechtensteiner Heimatdienst und der Liechtensteiner Pfadfinder. Von 1933 bis 1935 war er Chefredakteur der Zeitung des Liechtensteiner Heimatdienstes, der 1936 mit der Christlich-sozialen Volkspartei zur Vaterländischen Union (VU) fusionierte. Im Anschluss daran übernahm Vogelsang die Schriftleitung der Zeitung „Liechtensteiner Vaterland“. Hier fiel er besonders durch seine antisemitischen Beiträge auf. Vogelsang arbeitete auch bei der Liechtensteiner Lotterie, deren Eigentümer er als „Englisch-Jüdische Betreiber“ bezeichnete. Er sortierte und schrieb Adressen. Bereits 1933 versuchte er, Mitglied der NSDAP zu werden. Er wandte sich diesbezüglich an den Landesgruppenleiter der NSDAP-Auslandsorganisation in der Schweiz (Davos), Wilhelm Gustloff. Dieser lehnte eine Mitgliedschaft ab, da Vogelsang keine deutsche Staatsbürgerschaft besass.
Nachdem Vogelsang geheime politische Informationen an deutsche und österreichische Behörden weitergeleitet hatte, wurde er vom jüdischen Immigranten Sally Isenberg wegen Verleumdung angeklagt und des Hochverrats beschuldigt. Der Fall ging als Spitzelaffäre Vogelsang in die Liechtensteiner Geschichte ein. 1937 entzog er sich einer Verhaftung durch Flucht nach Lübeck und trat dort im selben Jahr in die NSDAP ein. Ab 1939 war er als Redakteur tätig. 1945 geriet er in Italien in Kriegsgefangenschaft.
Während des Zweiten Weltkriegs begann Vogelsang, sich von der nationalsozialistischen Ideologie loszusagen. Er war später Redakteur verschiedener katholischer Publikationen.